# Sachsen-Coburg-Saalfeld
Sachsen-Coburg-Saalfeld war ein ernestinisches Herzogtum mit Coburg als Residenzstadt.

Sachsen-Saalfeld (um 1680)

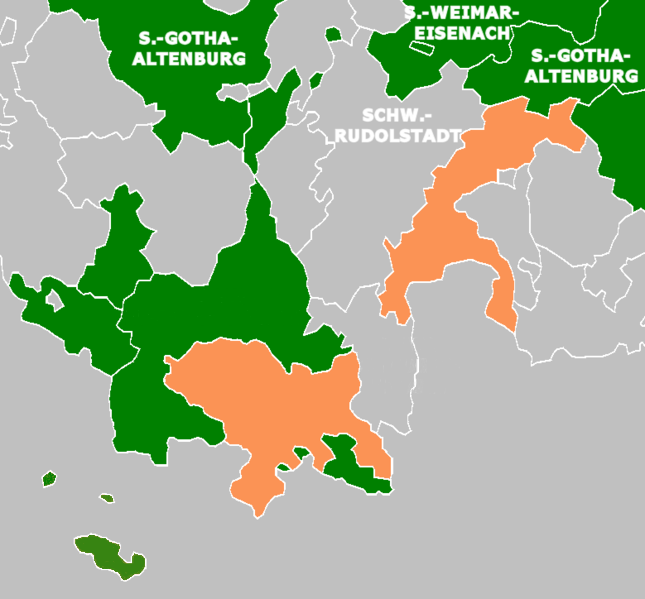
Sachsen-Coburg-Saalfeld (1820). Nicht im Kartenbild ist das Fürstentum Lichtenberg

## Geschichte

### Sachsen-Saalfeld 1680 bis 1735

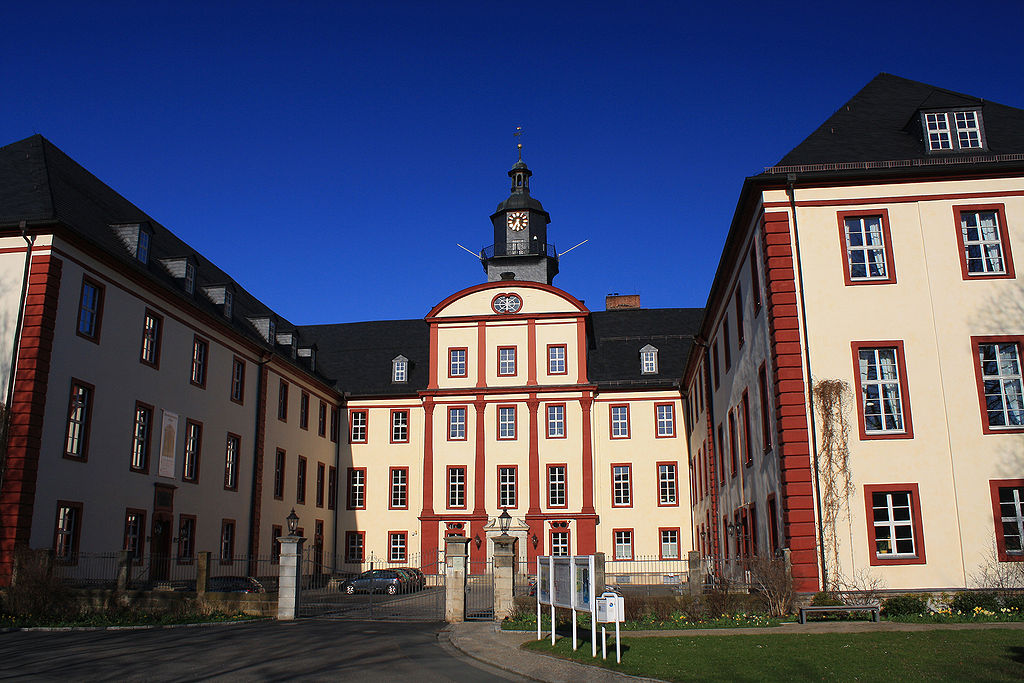
Schloss Saalfeld, ab 1677 als herzogliche Residenz erbaut

Nachdem Herzog Ernst I. der Fromme von Sachsen-Gotha  am 26. März 1675 in Gotha gestorben war, wurde das Fürstentum 1680 unter seinen sieben Söhnen aufgeteilt: Johann Ernst (1658–1729) erhielt Sachsen-Saalfeld. Das neue Fürstentum, das keine volle Landeshoheit besaß, sondern bei den Regierungsgeschäften von den Oberbehörden in Gotha abhängig war, bestand aus den Ämtern Saalfeld, Gräfenthal und Probstzella. Saalfeld war von 1680 bis 1735 Residenzstadt.
Als Herzog Albrecht von Sachsen-Coburg 1699 ohne überlebende Nachkommen starb, ergaben sich Erbstreitigkeiten, insbesondere mit Bernhard I. von Sachsen-Meiningen, die erst 1735 beigelegt wurden. Der größte Teil von Sachsen-Coburg kam zur jüngsten ernestinischen Linie Sachsen-Saalfeld, wodurch das Fürstentum Sachsen-Coburg-Saalfeld entstand. Allerdings mussten die Ämter Sonneberg und Neuhaus nach Sachsen-Meiningen und Sonnefeld nach Sachsen-Hildburghausen abgegeben werden. Das bei der Aufteilung des Herzogtums Sachsen-Römhild im Jahr 1710 erworbene Drittel des Amts Römhild und fünf Zwölftel des  Amts Themar verblieben bei Sachsen-Coburg.

### Sachsen-Coburg-Saalfeld 1735 bis 1826
Nach dem Tod von Herzog Johann Ernst 1729 regierten seine Söhne Christian Ernst und Franz Josias das Land, bestehend aus zwei getrennten Landesteilen, gemeinsam, jedoch von verschiedenen Residenzorten aus. Christian Ernst blieb in Saalfeld, während Franz Josias Coburg als Residenzstadt wählte.
1745 erbte Herzog Franz Josias von seinem Bruder den Saalfelder Landesteil. 1747 konnte er das Erstgeburtsrecht (Primogenitur) bei der Thronfolge gesetzlich verankern und sorgte so zusammen mit einer rasch anwachsenden Familie für das dauerhafte Überleben des Hauses Sachsen-Coburg-Saalfeld. Sein jüngster Sohn Prinz Friedrich Josias machte durch seine Siege als kaiserlicher General und Feldmarschall im Österreichisch-Türkischen Krieg und im ersten Koalitionskrieg gegen Frankreich von sich als Prinz Coburg reden und das Fürstentum bekannt. Bruder und Regent Herzog Ernst Friedrich wurde eher durch die desolaten Finanzen seines Fürstentums bekannt, was ab 1773 eine Zwangsschuldenverwaltung durch eine kaiserliche Debitkommission bis 1802 zur Folge hatte.

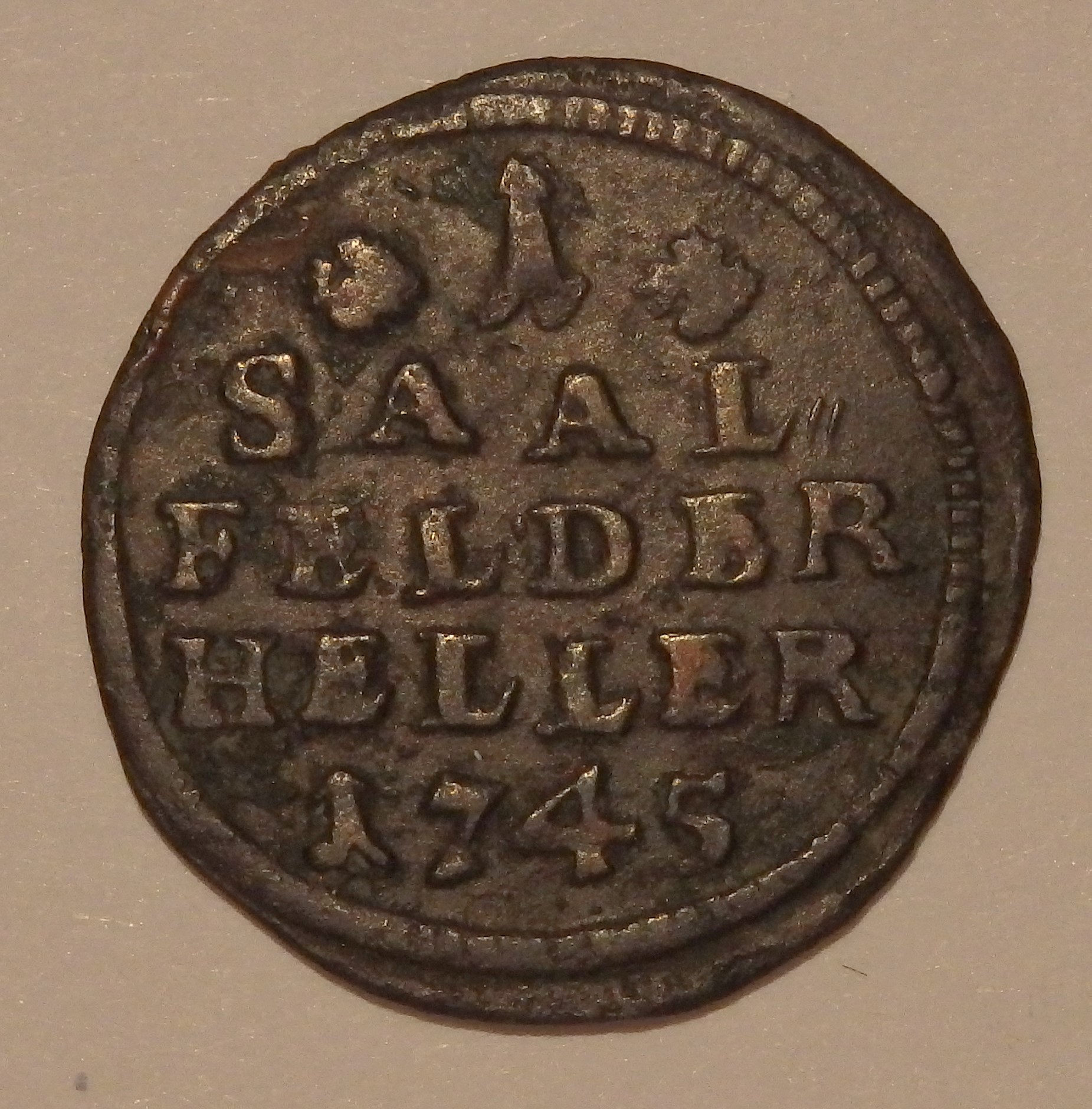
Heller aus Sachsen-Coburg-Saalfeld, 1745

Herzog Franz Friedrich Anton, der nur sechs Jahre, von 1800 bis 1806, regierte, sorgte insbesondere durch seinen Minister Theodor Konrad von Kretschmann für eine Erneuerung des maroden Herzogtums und 1805 vertraglich zwischen Coburg und Saalfeld für ein einheitliches Staatswesen mit einer Landesverwaltung des Fürstentums, dem 1806 mit dem Ende des Heiligen Römischen Reiches die volle Souveränität zufiel. Seit 1805 gehörte das Amt Themar komplett zu Sachsen-Coburg-Saalfeld.
Am 15. Dezember 1806 trat Sachsen-Coburg-Saalfeld mit den übrigen ernestinischen Fürstentümern dem Rheinbund bei. Vom November 1806 bis zum Frieden von Tilsit im Juli 1807 war das Fürstentum  französisch besetzt. Herzog Ernst I. konnte erst danach aus Königsberg in Ostpreußen in sein Land zurückkehren. Ein Grenzvertrag mit dem Königreich Bayern führte 1811 zu einem territorialen Ausgleich über strittige Gebiete. Die Orte Fürth am Berg, Hof an der Steinach, Niederfüllbach und Triebsdorf kamen zu Sachsen-Coburg, Gleußen, die Mühle Schleifenhan, Buch am Forst und Herreth wurden bayerisch. Nachdem der Landesherr 1813 auf Seite der Alliierten gekämpft hatte, brachte ihm der Wiener Kongress 1815 mit einem Gebiet links vom Rhein, später Fürstentum Lichtenberg genannt, territorialen Zuwachs sowie die Mitgliedschaft im Deutschen Bund. Am 8. August 1821 erhielt das Herzogtum eine Verfassung.
Das Aussterben der ältesten Linie Sachsen-Gotha-Altenburg 1825 führte wieder zu Erbstreitigkeiten in der Familie der Ernestiner. Am 12. November 1826 führte der Schiedsspruch des Familienoberhaupts, König Friedrich August I. von Sachsen, zur umfassenden Neugliederung der ernestinischen Herzogtümer. Neuhaus und Sonneberg fielen mit dem sogenannten Meininger Oberland endgültig an Sachsen-Meiningen. Sachsen-Coburg-Saalfeld trat Sachsen-Saalfeld und das Amt Themar an Sachsen-Meiningen ab. Dafür erhielt es das Herzogtum Sachsen-Gotha ohne die Ämter Kranichfeld und Römhild, die an Sachsen-Meiningen fielen, und ohne Altenburg (Ämter Altenburg, Ronneburg, Eisenberg, Roda und Kahla), das der bisherige Herzog von Sachsen-Hildburghausen übernahm, sowie vom bisherigen Sachsen-Hildburghausen die Ämter Königsberg und Sonnefeld. Damit war das neue Herzogtum Sachsen-Coburg und Gotha als Personalunion der beiden Herzogtümer Sachsen-Coburg und Sachsen-Gotha entstanden.

## Wappen
Eine Darstellung des Wappens der Herzöge von Sachsen-Coburg-Saalfeld findet sich am früheren Hotel Victoria in Royal Tunbridge Wells. Das Wappen wurde zu Ehren des Vaters der späteren Königin Victoria von Großbritannien und Irland, Edward Augustus, Duke of Kent and Strathearn angebracht. Bei späteren Restaurierungen wurden einige Farben verwechselt. Links (heraldisch rechts) das königlich-britische Wappen mit den Emblemen von England, Schottland und Irland sowie im Herzschild Braunschweig, Lüneburg und das Niedersachsenross. Rechts (heraldisch links) das Stammwappen von Sachsen-Coburg-Saalfeld.

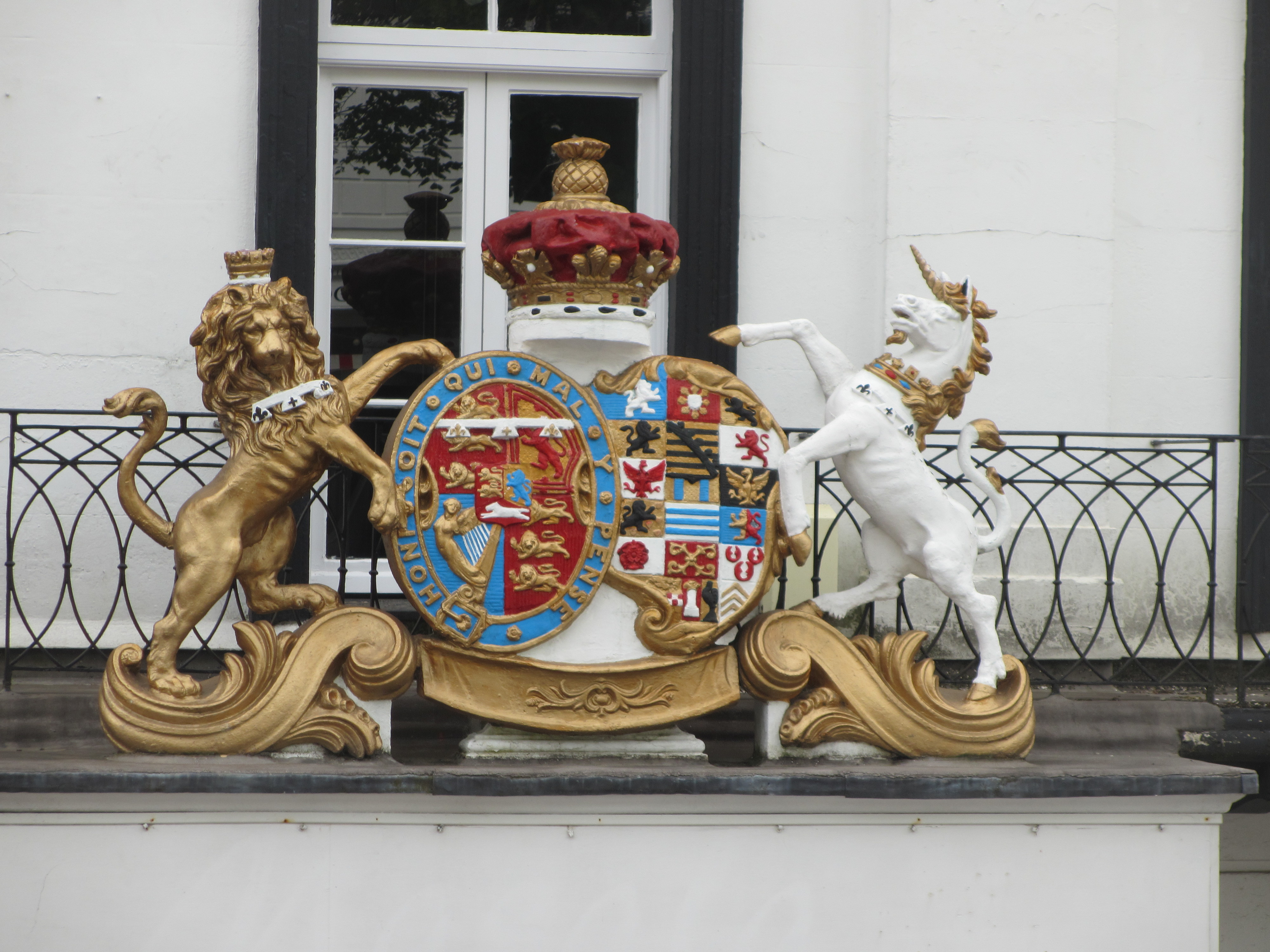
Wappen Edward Augustus, Duke of Kent and Strathearn, Royal Tunbridge Wells

Blasonierung: Das Wappen ist fünfmal geteilt und zweimal gespalten mit Mittelschild auf dem fünften und achten Feld. In den Feldern:
- Herzschild (Feld 5): Neunmal von Schwarz und Gold geteilt. (Stammwappen der Wettiner, Ernestinische Linie)
- Feld 1: In Blau ein siebenmal von Silber und Rot geteilter Löwe mit goldener Krone. (Landgrafschaft Thüringen, in der Darstellung von Royal Tunbridge Wells fehlen die sieben roten Streifen)
- Feld 2: In Rot eine goldene Lilienhaspel mit acht Lilien, belegt mit einem weißen Herzschild. (Herzogtum Kleve, Erbanspruch)
- Feld 3: In Gold ein schwarzer Löwe. (Herzogtum Jülich, Erbanspruch)
- Feld 4: In Gold ein schwarzer Löwe. (Markgrafschaft Meißen)
- Feld 5: belegt von Mittelschild
- Feld 6: In Silber ein goldgekrönter roter Löwe mit Doppelschweif. (Herzogtum Berg, Erbanspruch)
- Feld 7: In Blau ein goldgekrönter goldener Adler. (Pfalzgrafschaft Sachsen, in der Darstellung von Royal Tunbridge Wells in Silber ein roter Adler)
- Feld 8: In Gold zwei blaue Pfähle. (Markgrafschaft Landsberg)
- Feld 9: In Schwarz ein goldener Adler (Pfalzgrafschaft Thüringen)
- Feld 10: Im mit zehn roten Herzen bestreuten Feld ein schwarzer Löwe mit roter Krone. (Grafschaft Orlamünde)
- Feld 11: In Silber drei blaue Balken. (Herrschaft Eisenberg im Kreis Stadtroda).
- Feld 12: Gespalten von Silber und Blau, belegt von einem goldbekrönten Löwen in verwechselter Tinktur. (Fürstentum Lichtenberg in der Pfalz, in der Darstellung von Royal Tunbridge Wells verwechselte Farben)
- Feld 13: In Silber eine rote Rose mit goldenem Butzen und grünen Kelchblättern. (Burggrafschaft Altenburg in Thüringen)
- Feld 14: Rot. (Regalienfeld)
- Feld 15: In Silber drei rote Seeblätter (2:1). (Grafschaft Brehna im Kreis Bitterfeld)
- Feld 16: In Gold ein 21-mal in drei Reihen von Silber und Rot geschachter Balken. (Grafschaft Mark in Westfalen, Erbanspruch)
- Feld 17: Im geteilten Feld rechts in Gold auf grünem Dreiberg ein schwarzer Hahn mit rotem Kamm, links in Rot eine silberne Säule, darauf eine goldene Krone. (Rechts: Gefürstete Grafschaft Henneberg – Links: Herrschaft Römhild im Kreis Hildburghausen)
- Feld 18: In Silber drei rote Sparren. (Grafschaft Ravensberg in Westfalen, Erbanspruch)

## Dynastische Verbindungen
Insbesondere die Kinder des Herzogs Franz Friedrich Anton sorgten für den dynastischen Erfolg des Coburger Hauses. Durch den Ruhm von Prinz Friedrich Josias kam es 1796 zur Hochzeit zwischen der Tochter Prinzessin Julie (später Großfürstin Anna Feodorowna) mit dem russischen Großfürsten Constantin. Tochter Prinzessin Marie Luise Victoire heiratete 1818 Eduard August, Herzog von Kent und Strathearn, und wurde Mutter der britischen Königin Victoria. Der jüngste überlebende Sohn, Prinz Leopold, wurde 1831 als Leopold I. König der Belgier. Der fünf Jahre ältere Bruder Prinz Ferdinand heiratete 1816 Maria Antonie Gabriele von Koháry, die aus einer der reichsten Aristokratenfamilien Ungarns stammte, und gründete die katholische Linie Sachsen-Coburg-Koháry. Der gleichnamige Sohn Prinz Ferdinand wurde 1837 als Dom Fernando II. König von Portugal und der andere Sohn Prinz August war Vater von Ferdinand I., 1887 Fürst und 1908 Zar von Bulgarien. Außerdem war Thronfolger Herzog Ernst I. Vater von Prinz Albert, The Prince Consort, der 1840 Ehemann der britischen Königin Victoria, seiner Cousine, wurde.

## Herzöge von Sachsen-Saalfeld, ab 1735 von Sachsen-Coburg-Saalfeld
- 1680–1729: Johann Ernst, Sohn von Ernst I. von Sachsen-Gotha-Altenburg
- 1729–1745: Christian Ernst, Sohn des Vorherigen (regierte gemeinsam mit seinem Bruder Franz Josias mit Residenz in Saalfeld)
- 1729–1764: Franz Josias, Bruder des Vorherigen (regierte bis 1745 gemeinsam mit seinem Bruder Christian Ernst mit Residenz in Coburg)
- 1764–1800: Ernst Friedrich, Sohn des Vorherigen
- 1800–1806: Franz Friedrich Anton, Sohn des Vorherigen
- 1806–1826: Ernst, Sohn des Vorherigen, ab 1826 als Ernst I. Herzog von Sachsen-Coburg und Gotha, † 1844
Söhne: Ernst II. von Sachsen-Coburg und Gotha (1818–1893); Albert (1819–1861) ⚭ 1840 Königin Victoria von Großbritannien und Irland, britischer Prinzgemahl
Brüder: Ferdinand (1785–1851) ⚭ 1816 Maria Antonie Gabriele von Koháry, Begründer des Hauses Sachsen-Coburg-Koháry; Leopold I. (1790–1865), ab 1831 König der Belgier

## Staatsminister von Sachsen-Coburg-Saalfeld
- Theodor Konrad von Kretschmann 1801–1808
- Johann Ernst Gruner 1808–1822
- Ludwig Hofmann 1823–1824
- Christoph Anton Ferdinand von Carlowitz 1824–1826, danach bis 1840 in Sachsen-Coburg und Gotha